# قاقو

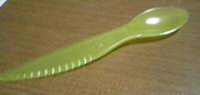
یک قاقوی پلاستیکی.

قاقو (به انگلیسی: Spife)ابزاری است که در آن تیغه یک چاقو به عنوان دسته قاشق مورد استفاده قرار می‌گیرد، که اغلب برای برش میوه کیوی استفاده می‌شود. نام قاقو یک واژه مرکب است که از دو واژه قاشق و چاقو ساخته شده. معمولاً امروزه، برای جلوگیری از صدمه دیدن هنگامی که از قاقو به عنوان یک قاشق استفاده می‌شود قاقو با یک محافظ دسته که تیغه دسته را می‌پوشاند به فروش می‌رسد. آن‌شور که بسیاری از شبکه‌های تلویزیونی نشان می‌دهند، قاقوها برای برش انواع مختلف میوه مورد استفاده قرار می‌گیرند و نه فقط برای برش کیوی.
قاقو در ابتدا در سال ۱۹۴۲ در کتاب کودکان باکس‌کار، نوشته گرترود چندلر وارنر دیده شد.